# Oebalia praeclusa
Oebalia praeclusa är en tvåvingeart som först beskrevs av Pandelle 1895.  Oebalia praeclusa ingår i släktet Oebalia och familjen köttflugor.
Artens utbredningsområde är Polen. Arten har ej påträffats i Sverige. Inga underarter finns listade i Catalogue of Life.